# The Lone Wolf (serie televisiva)
The Lone Wolf è una serie televisiva statunitense in 39 episodi trasmessi per la prima volta nel corso di una sola stagione dal 1954 al 1955.
È una serie del genere investigativo a sfondo avventuroso basata sui racconti di Louis Joseph Vance.

## Trama
Michael Lanyard, conosciuto come Lone Wolf, è un gentleman che viaggia per gli Stati Uniti indagando su vari crimini e cercando di catturare i colpevoli.

## Personaggi e interpreti

### Personaggi principali
- Michael Lanyard (39 episodi, 1954-1955), interpretato da Louis Hayward.

### Personaggi secondari
- Arnold Richman (3 episodi, 1954-1955), interpretato da John Doucette.
- Alene Bouchet (2 episodi, 1954), interpretata da Adele Mara.
- Jim Strait (2 episodi, 1954), interpretato da Harry Morgan.
- Kay Richman (2 episodi, 1955), interpretato da Kristine Miller.
- Cooch Jeffords (2 episodi), interpretato da Burt Mustin.
- Carl Olsen (2 episodi), interpretato da Tom Powers.
- El Radman (2 episodi, 1954-1955), interpretato da Lowell Gilmore.
- Lou Putnam (2 episodi, 1954), interpretato da Dan Riss.
- Arturo Rienzi (2 episodi), interpretato da Peter Coe.
- Colonnello Shag Davis (2 episodi), interpretato da Barney Phillips.
- Dottor Bill Roche (2 episodi, 1954), interpretato da Michael Pate.
- Shalmar (2 episodi, 1955), interpretato da Leonard Strong.
- Colonnello Kendell Lana (2 episodi, 1955), interpretato da Michael Granger.
- Mrs. Bell (2 episodi), interpretata da Virginia Brissac.
- Sceriffo Jim Wade (2 episodi), interpretato da Alan Dexter.
- Nick Kohler (2 episodi, 1954-1955), interpretato da DeForest Kelley.
- Bishop Minter (2 episodi, 1954-1955), interpretato da Tudor Owen.
- Harry Banning (2 episodi), interpretato da James Anderson.
- Mr. Caster (2 episodi), interpretato da Al Nalbandian.
- Baquar (2 episodi, 1955), interpretato da Alfred Linder.

## Produzione
La serie fu prodotta da Gross-Krasne Productions, Lone Wolf West Corporation e Beecham Products e girata nei California Studios a Hollywood in California.

### Registi
Tra i registi sono accreditati:
- Bernard Girard in 13 episodi (1954-1955)
- Alfred E. Green in 9 episodi (1954-1955)
- Seymour Friedman in 6 episodi (1954-1955)
- Christian Nyby in 5 episodi)
- George Waggner in 4 episodi)
- Rod Amateau in 2 episodi (1955)

### Sceneggiatori
Tra gli sceneggiatori sono accreditati:
- Louis Joseph Vance in 22 episodi (1954-1955)
- Al C. Ward in 10 episodi (1954-1955)
- Mindret Lord in 9 episodi (1954)
- Bernard Girard in 9 episodi (1955)
- Antony Ellis in 2 episodi (1954)
- Herbert Purdom in 2 episodi (1955)
- George Waggner in 2 episodi)
- Anthony Ellis

## Distribuzione
La serie fu distribuita dalla United Television Programs e trasmessa negli Stati Uniti dal 1954 al 1955 in syndication. È stata distribuita sempre in syndication anche con il titolo Streets of Danger.

## Episodi
| Stagione       | Episodi | Prima TV USA |
| -------------- | ------- | ------------ |
| Prima stagione | 39      | 1954-1955    |